# Wireless Application Protocol Bitmap Format
WBMP (ang. Wireless Application Protocol Bitmap Format) – format zapisu obrazu, używany głównie w starszych telefonach komórkowych, w których stosowano monochromatyczny wyświetlacz ciekłokrystaliczny, jako obrazki, w których piksel jest albo aktywny, albo nie, tym samym format wbmp posiada tylko 2 kolory – biały i czarny. 1 piksel zajmuje 1 bit.

## Format pliku
| Nazwa pola     | Typ pola       | Rozmiar w bajtach | Opis zawartości |
| -------------- | -------------- | ----------------- | --- |
| Typ            | bajt[y]        | zmienny           | Typ obrazka (0 dla bitmap monochromatycznych). |
| Stały nagłówek | bajt           | 1                 | Zarezerwowany. Zawsze 0. |
| Szerokość      | bajt[y]        | zmienny           | Szerokość obrazka w pikselach. |
| Wysokość       | bajt[y]        | zmienny           | Wysokość obrazka w pikselach. |
| Dane           | tablica bajtów | zmienny           | Bajty danych pogrupowane w wiersze – jeden bit na piksel. Czarny piksel zapisany jako 0, a biały jako 1. Jeśli długość wiersza nie jest podzielna przez 8, ostatni bajt jest dopełniany zerami. |

## Przykład pliku WBMP
Bitmapa 3×3 piksele:
zostanie zapisana:
```
bajt 1: 00000000 (typ pliku – monochromatyczny)
bajt 2: 00000000 (stały nagłówek)
bajt 3: 00000011 (szerokość) = 3
bajt 4: 00000011 (wysokość) = 3
```

bajty 5-7: po 3 bity danych i 5 bitów wypełnienia (8-3=5):
```
bajt 5: 010 00000 (wiersz 1)
bajt 6: 101 00000 (wiersz 2)
bajt 7: 010 00000 (wiersz 3)
```